# Erigeron olympicus
Erigeron olympicus là một loài thực vật có hoa trong họ Cúc. Loài này được Schott & Kotschy mô tả khoa học đầu tiên năm 1857.